# Elaboración casera de bebidas alcohólicas

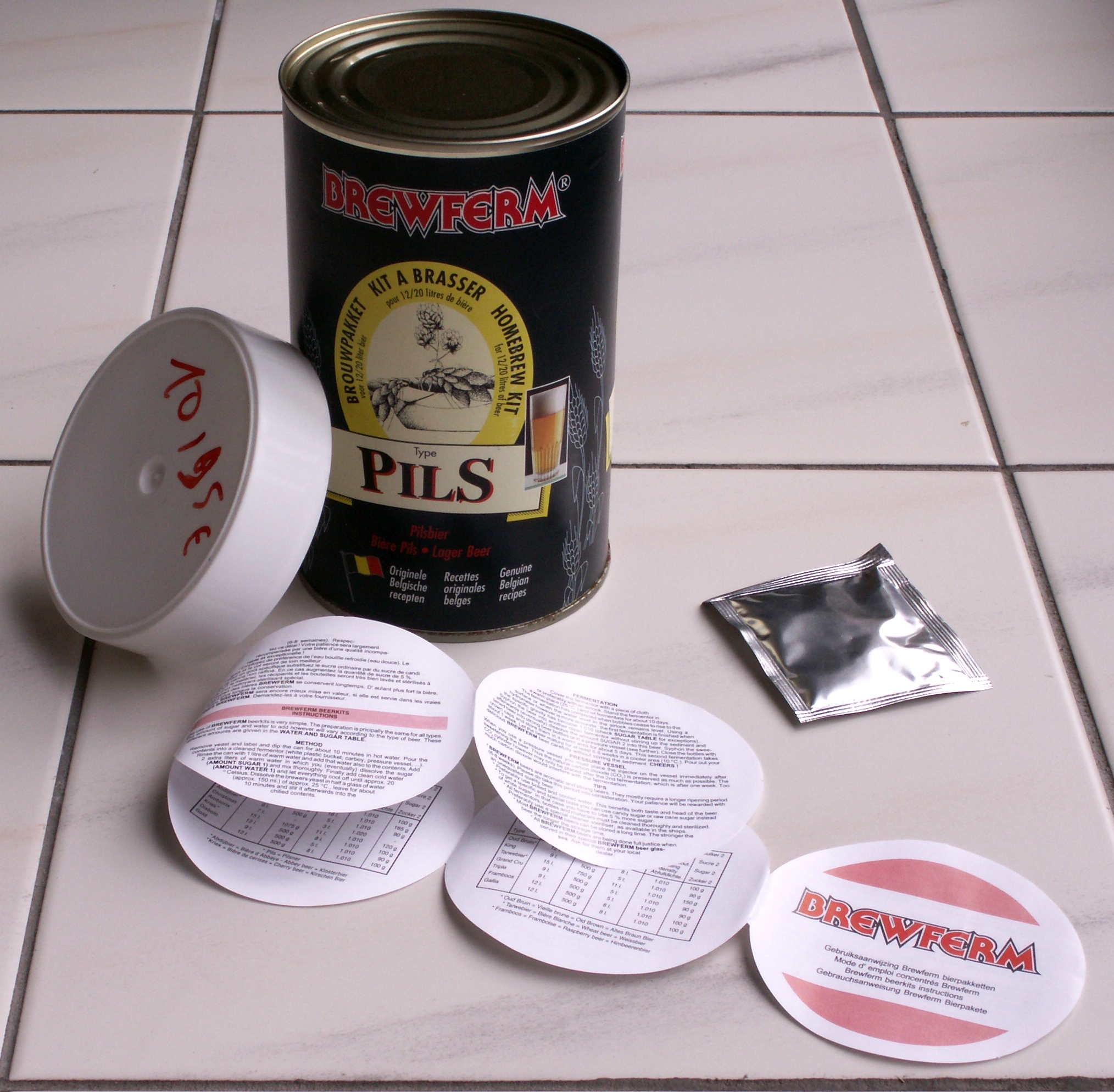
Un kit o conjunto para elaborar cerveza casera, compuesto de extracto de malta de cebada con lúpulo, levadura e instrucciones.

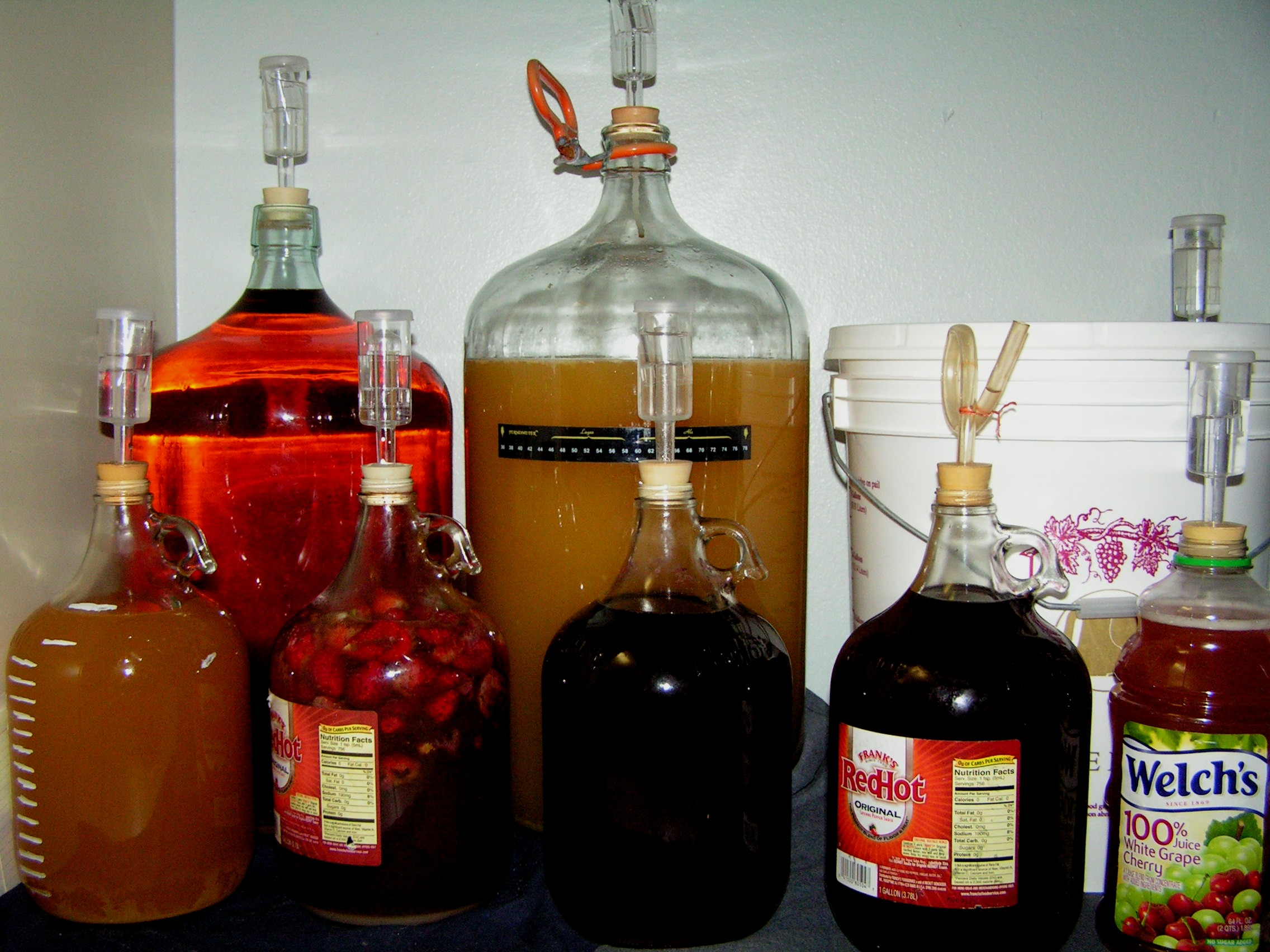
Recipientes para elaboración de vino con sellos de aire.

Existe la práctica de elaborar bebidas alcohólicas mediante fermentación en forma casera. Mediante estos procesos se puede producir cerveza, vino, sake, hidromiel, sidra, perada y otras bebidas mediante fermentación en pequeña escala a modo de hobby, para consumo personal, distribución gratuita en reuniones sociales, competencias de aficionados que elaboran bebidas u otras razones no comerciales.
La preparación a escala doméstica se ha realizado desde hace miles de años, pero ha estado sujeta a regulaciones y prohibiciones durante determinados períodos de tiempo en determinados países o regiones. En el Reino Unido en 1963 se eliminaron las restricciones para elaborar bebidas caseras. Australia hizo lo mismo en 1972, y en Estados Unidos se modificó la legislación en 1978, aunque se le permitió a cada estado que aprobaran sus propias leyes limitando la producción.
La legalidad de la preparación casera de bebidas alcohólicas varía según cada país, en algunos países existe un límite en cuanto a la cantidad que un individuo puede preparar de manera legal. Pocos países permiten la destilación de alcohol en el hogar.

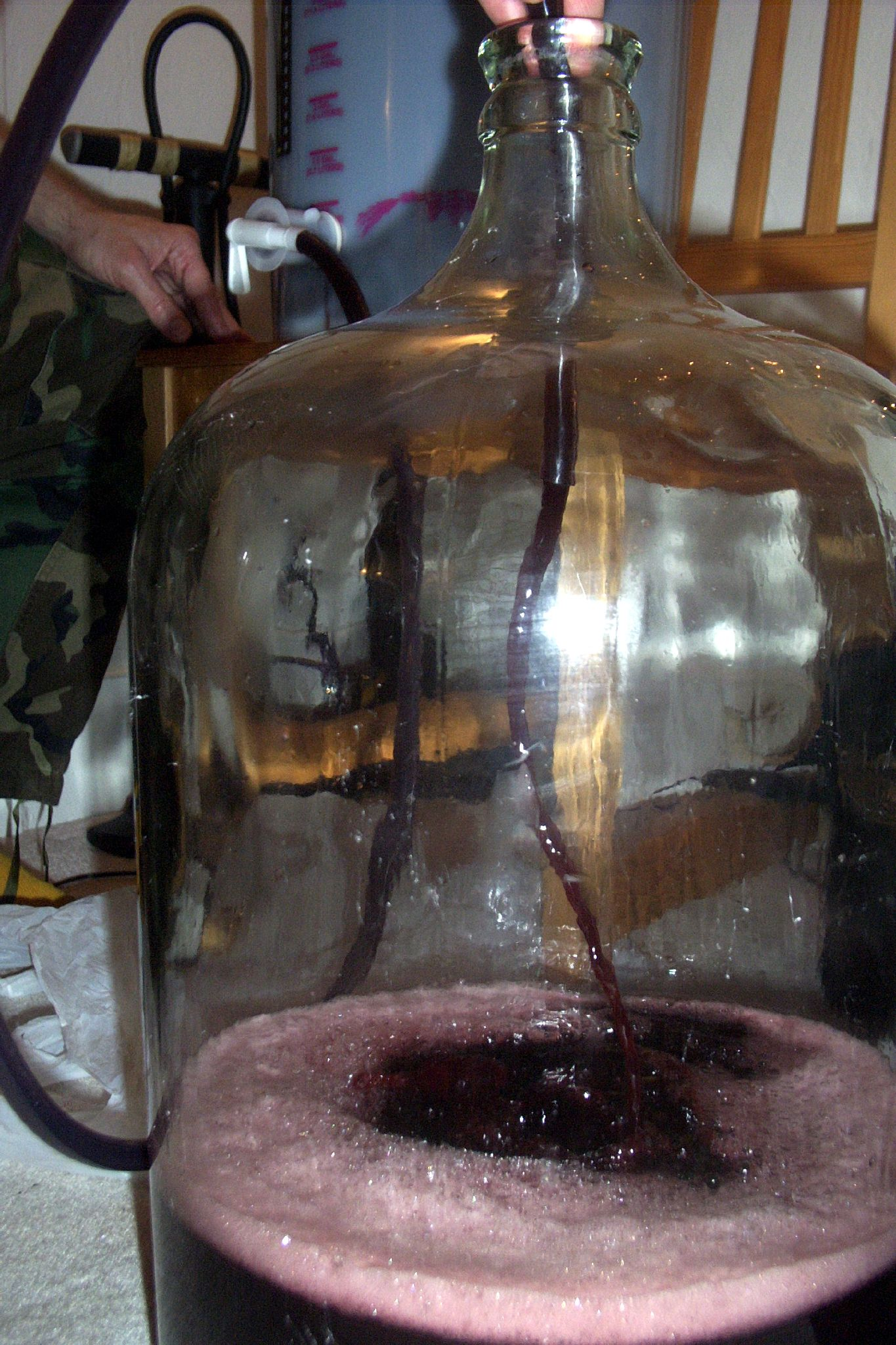
Transferencia de vino a un recipiente de fermentación secundaria.

En la actualidad es usual la elaboración de diversas bebidas caseras. Entre las mismas se cuentan cerveza, vino y sidra, aunque otras bebidas de fermentación son a veces elaboradas tales como ginger beer, kombucha, chicha, kumis, pulque, tepache, chhaang, kvass, sake, sonti, hidromiel y otras.

## Cerveza
Por lo general, la elaboración de cerveza casera (o homebrew, en inglés) se utiliza un proceso que es similar al proceso que se utiliza en las producciones de carácter comercial. Los ingredientes básicos necesarios incluyen agua, malta de cebada, lúpulo y levadura de cerveza. A excepción del agua (aunque el nivel mineral, pH, y otras características juegan un rol y se recomienda la selección cuidadosa del agua a utilizar, casi cualquier agua servirá, aunque hay que tratar de que no lleve cloro), existe un sinfín de variedades de estos ingredientes.
La cerveza ha sido elaborada en el ámbito doméstico, desde su llegada, miles de años antes de su producción comercial. A través de los años su legalidad ha variado de acuerdo a la reglamentación local.
La gente decide preparar su propia cerveza por diversas razones, aunque muchos de los que lo hacen es por el ahorro que conlleva. El cerveceo doméstico también ofrece la libertad de ajustar las recetas de acuerdo a la propia preferencia, crear bebidas que no están disponibles en las bebidas de mercado abierto o hacerlas de bajo contenido de alcohol, que pueden contener menos calorías.
Algunas personas se unen a clubes de cerveceo doméstico y entran en competiciones de  homebrew. El Beer Judge Certification Program (Programa de Certificación de Jueces de Cerveza - BJCP) es una organización estadounidense que supervisa concursos de  homebrew, certifica los jueces, y ofrece categorías para juzgar las denominadas "Directrices de estilo de cerveza." Organizaciones británicas similares son The National Guild of Wine and Beer Judges y la National Association of Wine and Beermakers (Amateur) - (NAWB) (El Gremio Nacional de Jueces de Vino y Cerveza Jueces y la Asociación Nacional de Vino y Artesanos de Cerveza), que celebran una feria anual cada año desde 1959.

### Kits de elaboración de cerveza
Los kits de elaboración de cerveza provienen en muchos tipos diferentes y de muchos fabricantes diferentes. Una tienda homebrew local puede crear algunos de sus propios kits de materiales de embalaje juntos. La mayoría de los kits vienen con un conjunto completo de instrucciones para la elaboración de la cerveza. Estas instrucciones, a veces llamadas recetas, pueden variar ampliamente en la cantidad de instrucciones dadas. Por ejemplo, muchos kits de todos los granos asumen una familiaridad con el proceso de elaboración de la cerveza y así pueden dar menos instrucciones específicas sobre el proceso general. Muchos cerveceros avanzados prefieren diseñar y perfeccionar sus propias recetas en lugar de comprar los kits. Los kits pueden o no pueden incluir levadura.

### Proceso de elaboración de artesanal doméstico de cerveza
Los principios que inspiran el proceso de elaboración de cerveza casera de cerveza son similares a los de elaboración de cerveza comercial. Se produce un mosto de cerveza y se introduce la levadura en el mosto para estimular la fermentación. La complejidad del proceso se determina principalmente por el enfoque utilizado para fabricar el mosto; con mucho, el método más simple es el kit de elaboración de cerveza.

### Embotellado y barriles
Los homebrewers (cerveceros domésticos) a menudo utilizan barriles para el envejecimiento, la filtración, y el almacenamiento de la cerveza. Estos son rara vez los barriles estándar utilizados por los principales fabricantes de cerveza para el transporte de cerveza a los mayoristas; más bien son barriles reacondicionados Cornelius (coloquialmente conocidos como "Cornies") que fueron fabricados originalmente para almacenar la soda; estos envases son mucho más fáciles de llenar, limpiar y mantener que los barriles de cerveza estándar.
Estos barriles son cilindros de acero inoxidable que contienen aproximadamente 20 litros de líquido.

### Impacto ambiental
El homebrewing  (cerveceo doméstico) puede reducir el impacto ambiental de las bebidas fermentadas mediante el uso de menos embalaje y el transporte de las bebidas elaboradas comercialmente, y por el uso de jarras, botellas rellenables reutilizables u otros recipientes reutilizables.

### Software de elaboración de la cerveza y la tecnología
Los cerveceros ahora tienen acceso a una variedad de herramientas de software, ya sea de código fuente libre/abierto o comercial, que les permite formular y ajustar recetas. Hay también sitios de creación y compartición de recetas basadas en la web, con bases de datos extensas de recetas aportadas por los usuarios que se pueden ver o descargar para su impresión o importación en software utilizando BeerXML. La mayoría de los foros tradicionales de Internet continúan proporcionando a los cerveceros con fuentes de asesoramiento e información procedente de sus pares ("colegas") de todo el mundo.

## Otras bebidas

### Sidra
Por lo general la sidra es jugo de manzana fermentado el cual puede haber sido prensado fresco o haber sido comprado como un conjunto comercial que contiene jarabe de manzana y levadura pero puede ser de muchas otras diversas frutas tales como peras (perada) o ciruelas (plum jerkum). El agregado de levadura a manzanas que se acaban de prensar no es un paso imprescindible ya que las manzanas contienen un cierto contenido de levaduras naturales. Sin embargo, la mayoría de los productores le agregan levadura para asegurarse que el proceso se llevará a cabo correctamente, ya que cada variedad de manzana posee un contenido de levadura diferente.

### Kilju
El kilju ("vino de azúcar") es una bebida alcohólica casera finlandesa elaborada con agua, azúcar y levadura.

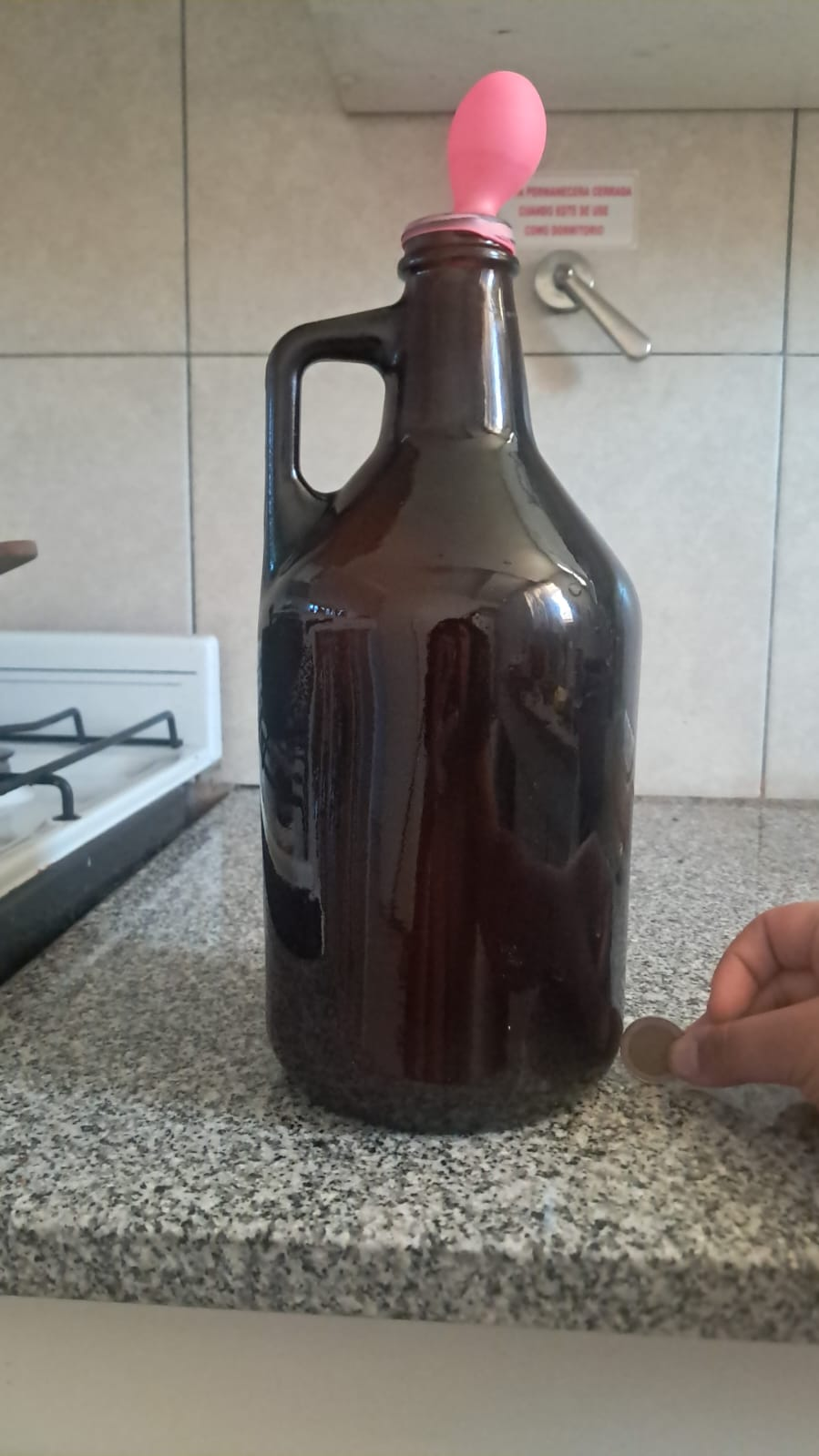
Proceso de fermentación de hidromiel artesanal.

### Hidromiel
El hidromiel también denominado aguamiel o vino de miel, es una bebida alcohólica que se prepara mediante fermentación de una solución de miel y agua.